# Blunderbuss
Albums de Jack White
Lazaretto
(2014)
Singles
1. Love Interruption
Sortie : 31 janvier 2012
2. Sixteen Saltines
Sortie : 13 mars 2012
3. Freedom at 21
Sortie : 1er avril 2012

Blunderbuss est le premier album solo de Jack White, sorti le 21 avril 2012 à partir de son propre label Third Man Records, en association avec XL Recordings et Columbia Records. L'album a été entièrement composé, enregistré et produit par Jack White lui-même en 2011. Le premier single de l'album, Love Interruption, est sorti le 30 janvier sur les sites internet du musicien et de Third Man Records.

## Liste des pistes
Toutes les chansons sont écrites et composées par Jack White, sauf notation.
| No  | Titre                        | Durée |
| --- | ---------------------------- | ----- |
| 1.  | Missing Pieces               | 3:27  |
| 2.  | Sixteen Saltines             | 2:37  |
| 3.  | Freedom at 21                | 2:51  |
| 4.  | Love Interruption            | 2:38  |
| 5.  | Blunderbuss                  | 3:06  |
| 6.  | Hypocritical Kiss            | 2:50  |
| 7.  | Weep Themselves to Sleep     | 4:19  |
| 8.  | I'm Shakin' (Rudy Toombs)    | 3:00  |
| 9.  | Trash Tongue Talker          | 3:20  |
| 10. | Hip (Eponymous) Poor Boy     | 3:03  |
| 11. | I Guess I Should Go to Sleep | 2:37  |
| 12. | On and On and On             | 3:55  |
| 13. | Take Me with You When You Go | 4:10  |

## Personnel
- Jack White – chant, guitare, piano, basse, batterie
- Bryn Davies – contrebasse
- Joey Glynn – contrebasse
- Jack Lawrence – basse
- Carla Azar – batterie, maracas, shakers
- Olivia Jean – batterie, guitare
- Daru Jones – batterie, tambourin
- Patrick Keeler – batterie
- Ruby Amanfu – chœurs
- Karen Elson – chœurs
- Laura Matula – chœurs
- Ryan Koenig – chœurs
- Brooke Waggoner – orgue, piano
- Fats Kaplin – violon, pedal steel, mandoline
- Lillie Mae Rische – violon
- Emily Bowland – clarinette
- Jake Orrall – guitare
- Adam Hoskins – guitare
- Pokey LaFarge – mandoline, chœurs

## Classement par pays
| Classement (2012)                    | Meilleure position |
| ------------------------------------ | ------------------ |
| Australie Classement album           | 2                  |
| Belgique Classement album (Flandre)  | 1                  |
| Belgique Classement album (Wallonie) | 12                 |
| France Classement album SNEP         | 5                  |
| Irlande Classement album             | 2                  |
| Nouvelle-Zélande Classement album    | 2                  |
| Suisse Classement album              | 1                  |
| Royaume-Uni Classement album         | 1                  |
| États-Unis Billboard 200             | 1                  |